# روبرت تيلين
روبرت تيلين (بالألمانية: Robert Thelen) هو مهندس وطيار ألماني وممن كان لهم إنجازات مميزة في الأبحاث الفلكية، ولد في مدينة نورنبيرغ في 23 مارس 1884 وتوفي في مدينة برلين بتاريخ 23 فبراير 1968.
ولد ثيلين كإبن لعائلة منتجة للجعة وبدأ في عام 1905 دراسته للهندسة الميكانيكية وحصل على الدبلوم الألماني في جامعة برلين للتكنولوجيا.